# ميشيل يوه
ميشيل يوه (بالإنجليزية: Michelle Yeoh)‏ ممثلة وراقصة ماليزية من مواليد 6 أغسطس 1962 رشحت لجائزة البافتا، وهي ممثلة معروفة بأدوارها في أفلام الأكشن الشيء الذي منحها شهرة عالمية كبيرة منذ التسعينات.، فازت بجائزة الأوسكار 2023 كأفضل ممثل في دور رئيسي عن فيلم "كل شيء في كل مكان دفعة واحدة"، لتصبح أول آسيوية تنال هذه الجائزة
ولدت في إيفوه، ماليزيا لقومية الهان الصينية، ومقر إقامتها في هونغ كونغ، وقد اختارتها مجلة People, كواحدة من أجمل 50 شخص في العالم سنة 1997.
و قد اشتهرت في العالم بأسره لدورها في فيلم جيمس بوند سنة 1997 غدا لا يموت بلعبها دور واين لين، وكذلك لعبت البطولة في فيلم الأكشن الصيني الحائزة على جائزة الأوسكار Crouching Tiger, Hidden Dragon، وقد منحتها جائزة البافتا سنة 2008 رفقة موقع النقد السينمائي روتن توماتوس كأفضل فيلم أكشن مثلته على الإطلاق.

## بداية مسيرتها
ميشيل يوه شو خنه ولدت لأسرة من أصل صيني بارز بإيفوه في ماليزيا يوم 6 أغسطس 1962 والديهما هما جانيت يوه وداتو يوه كيان ديت وهو محام وسياسي في الجمعية الصينية الماليزية، ميشيل كانت نشطة للغاية في فترة شبابها وكان لها شغف كبير للرقص، وقد بدأت دراسة الباليه وهي في الرابعة من عمرها، في سن الـ 15 التحتقت مع أسرتها إلى إنجلترا وانضمت لمدرسة داخلية هناك، وبعدها سجلت في الأكاديمة الملكية للرقص، متخصصة في الباليه لكن إصابتها في العمود الفقري اضطرت معها للابتعاد عن الباليه والانضمام لأنواع رقص أخرى، وقد حصلت في تلك السنة على شهادة الباكالوريس في الفنون الإبداعية مع امتياز في الدراما.
في 1983، وهي في سن الـ 21، حصلت يوه على جائزة ملكة جمال ماليزيا، وأصبحت ممثلة لبلدها في جائزة ملكة جمال العالم سنة 1983 بلندن، من هناك، بدأت العمل في عدة إعلانات تلفزيونية مع جاكي شان.
يوه استقرت في هونغ كونغ وعملت في عدة إعلانات للمصمم شارل جونسون، وأفلام أكشن مع جاكي شان وتشاو ين فات، سنة 1988 تقاعدت يوه عن العمل بعد زواجها بمدير مجموعة db بهونغ كونغ ديكسون بون، قبل أن يتم الطلاق بين الزوجين سنة 1992 وتعود يوه إلى العمل من جديد، وكان أول عمل لها بعد العودة هو فيلم Police Story 3 الذي كانت تدور أحداثه بـ
كوالالمبور، ماليزيا.

## سنوات الشهرة
يوه بدأت تعمل في في أفلام فنون القتال سنة 1993 بفيلم The Heroic Trio, ومع شركة إنتاج يون بو يينغ سنة 1994 بأفلام Wing Chun و Tai Chi Master، يوه لم تتدرب يوما عن حركات القتال ولكنها كانت تستعمل الحركات التي تعلمتها في الرقص، مما خلقت معه أسلوبا خاصا بها.
يوه بدأت التمثيل في أفلام جيمس بوند سنة 1997 بفيلم غدا لا يموت لعبت فيها دور واي لين، هذا الدور الذي كانت ستلعبه الممثلة ناتاشا هينسترديش قبل أن تأخد هذا الدور يوه، بروسنان أعجب كثيرا بأداء يوه وقال ’’ أنها ممثلة رائعة وملتزمة كثيرا بعملها ’’، بعدها لعبت يوه دور ساروف في فيلم ماتريكس، وسنة 2002 قامت بإنتاج أول فيلم لها بعنوان The Touch.
في 2005 ظهرت بوه كنجمة للفيلم المقتبس Memoirs of a Geisha، واكمبت مسيرتها في أفلام اللغة الإنجليزية سنة 2007 في Sunshine، قبل أن تشارك سنة 2008 في فيلم الأكشن الخيالي The Mummy: Tomb of the Dragon Emperor رفقة النجمين بريندن فرايزر وجيت لي.

## حياتها الشخصية
سنة 2001 منحت يوه لقب يودا (مثل لقب السير الذي يطلق في إنجلترا)
ميشيل تتقن اللغة الإنجليزية والمالايوية والكانتانوزية بينما لا تعرف قراءة الكلمات الصينية.

## مواقع خارجية
- ميشيل يوه على موقع IMDb (الإنجليزية)
- ميشيل يوه على موقع ميتاكريتيك (الإنجليزية)
- ميشيل يوه على موقع روتن توميتوز (الإنجليزية)
- ميشيل يوه على موقع مونزينجر (الألمانية)
- ميشيل يوه على موقع قاعدة بيانات الأفلام العربية
- ميشيل يوه على موقع ألو سيني (الفرنسية)
- ميشيل يوه على موقع ميوزك برينز (الإنجليزية)
- ميشيل يوه على موقع رولينغ ستون (الإنجليزية)
- ميشيل يوه على موقع أول موفي (الإنجليزية)
- ميشيل يوه على موقع بوكس أوفيس موجو (الإنجليزية)